# World’s End (Massachusetts)
World’s End ist eine Halbinsel in der Hingham Bay im Boston Harbor. Sie liegt 11,7 mi (18,8 km) vom Bostoner Stadtzentrum entfernt auf dem Gebiet des Bundesstaats Massachusetts der Vereinigten Staaten. World’s End verfügt über eine Fläche von 274 Acres (1,11 km²), wird von der Organisation The Trustees of Reservations verwaltet und ist Teil der Boston Harbor Islands National Recreation Area. Die Gestaltung der Grünanlagen und Straßen auf der Halbinsel erfolgte durch Frederick Law Olmsted. Insgesamt stehen 3,5 mi (5,6 km) Schotterstraßen und 2,3 mi (3,7 km) Wanderwege zur Verfügung.

## Geographie

### Geologie
World’s End wird von vier aus Geschiebemergel bestehenden Drumlins gebildet, die auf massivem Grundgestein ruhen und in etwa von Norden nach Süden verlaufen. Der höchste Drumlin ragt 140 ft (42,7 m) aus dem Wasser auf und bietet dabei einen der am höchsten gelegenen Aussichtspunkte des Hafengebiets. Im Inneren Bereich der Halbinsel gibt es mehrere Aufschlüsse, vor allem in der Nähe des Besucherparkplatzes sowie entlang des Weir River und am Rocky Neck.

### Flora und Fauna
Die Pflanzen auf der Halbinsel bilden eine vielfältige Mischung aus gezielt angepflanzten und selbst angesiedelten Spezies. Die von Olmsted angelegten zweireihigen Pflanzbeete auf beiden Seiten der Straßen sind bis heute sichtbar, werden jedoch teilweise bereits von neuer Vegetation überdeckt. Besonders erwähnenswert ist eine Reihe sehr großer Eichen, die im rechten Winkel zur Straße über den Pine Hill angelegt wurde. Auf der Spitze des Hügels steht eine nicht weniger beeindruckende Kiefer.
Entlang der Straßen wachsen unterschiedliche Baumarten, darunter Eichen, Ahorne, Eschen, Lärchen, Trompetenbäume, Tulpenbäume und Kiefern. An einigen Stellen wird deutlich, dass abgestorbene Bäume entfernt wurden, jedoch ist nicht immer ersichtlich, ob diese durch Neupflanzungen derselben Art ersetzt wurden.

## Geschichte
Prähistorische Funde deuten darauf hin, dass die Halbinsel saisonal von den Indianern genutzt wurde. Auch nach der Kontaktaufnahme zu den europäischen Siedlern wurde sie für weitere mehr als 300 Jahre für die Landwirtschaft genutzt. Ende des 19. Jahrhunderts plante John Brewer, World’s End in insgesamt 163 Parzellen aufzuteilen und diese als Bauland zu verkaufen. Der Landschaftsarchitekt Frederick Law Olmsted wurde mit der Gestaltung der Flächen beauftragt und führte diese auch aus, jedoch wurden die Häuser nie gebaut. 1967 erwarben die Trustees of Reservations die gesamte Halbinsel, um sie zu bewahren und der Öffentlichkeit zur Verfügung zu stellen.